# Supply Chain Event Management
Supply Chain Event Management (SCEM) ist ein Konzept zur Erreichung unternehmensübergreifender Transparenz logistischer Prozesse, das die rechtzeitige Reaktion auf kritische Ausnahmeereignisse ("Events") in Lieferketten ermöglicht. Es stellt damit einen Ansatzpunkt dar, die Logistikleistung zu optimieren sowie gleichzeitig die Logistikkosten zu senken. SCEM ist abzugrenzen vom reinen Tracking & Tracing, da es Soll-Ist-Abweichungen in Event-Benachrichtigungen übersetzen kann und fortschrittliche SCEM-Systeme überdies die Fähigkeit besitzen, auf Basis „… hinterlegter Regeln Handlungsvorschläge [zu] generieren oder – im Extremfall – das Problem selbstständig [zu] lösen.“

## Praktische Relevanz und theoretischer Hintergrund
Supply Chain Manager verwenden einen Großteil ihrer Arbeitszeit auf die Behebung der Auswirkungen kritischer Supply Chain Events. Aus den aktuell erkennbaren Trends in den Beschaffungsstrategien von Unternehmen wird sowohl die Komplexität im Supply-Chain-Management (SCM) als auch die Störungsanfälligkeit globaler Lieferketten weiter zunehmen. Es sind folglich Ansätze zur Bewältigung dieser wachsenden Komplexität erforderlich. Eine Möglichkeit hierfür stellt das SCEM dar, das wiederum auf dem Ansatz des Management by Exception (MbE) sowie dem Regelkreis-Prinzip beruht. Gravierender als die durch kritische Supply Chain Events entstehende Arbeitslast im operativen Tagesgeschäft wiegen deren mittel- und langfristige Folgen für Unternehmen. Die zentralen Ziele der Logistik – Logistikleistung (u. a. Lieferzeit, -treue, Flexibilität) sowie Logistikkosten (bspw. Steuerungs-, System-, Transport-, Umschlag-, Lagerungskosten) – werden durch das Auftreten von Events gefährdet. SCEM bietet das Potenzial, sowohl Logistikkosten als auch Logistikleistung positiv zu beeinflussen.

## Funktionen und Potenziale

Funktionen eines SCEM-Systems

Supply Chain Event Management umfasst fünf Funktionen:
- Überwachen
- Melden
- Simulieren
- Steuern
- Messen

Im Allgemeinen wird sich von einer Einführung eines SCEM-Systems u. a. ein für die Prozessverantwortlichen reduzierter Kontrollaufwand versprochen. Darüber hinaus werden Durchlaufzeitreduktion, höhere Prozesstransparenz, bessere Termintreue, Minimierung von Fehlerfortpflanzungen sowie Kapazitätserhöhungen genannt. Ergänzend dazu wird auch die Entlastung von Routineaufgaben sowie die Aufdeckung von Schwachstellen in der Lieferkette zur mittel- und langfristigen Optimierung der Supply Chain aufgeführt.
Vereinzelt gab es bereits konkrete Wirtschaftlichkeitsuntersuchungen von SCEM-Systemen: Unter anderem wurde in einer Simulation einer Lieferkette der Textil- und Bekleidungsindustrie ein Szenario mit und ohne Nutzung des Informationsvorteils durch ein SCEM verglichen. Hierbei wurde am Beispiel des Eventtyps Produktionsverzögerung nachgewiesen, dass die Vermeidung der Auswirkungen dieses Events (u. a. Umsatzverluste, Konventionalstrafen und Nachlieferungen) die Kosten der Umplanung (Wechsel des Transportmodus von See- auf Lufttransport, wodurch die verzögerte Produktionscharge noch pünktlich ausgeliefert werden konnte) überwog.

## Verfahren

Flexibilitätsgewinn, Kostensenkung und Zeitersparnis durch SCEM

Events können je nach Unternehmen bzw. Branche unterschiedlicher Natur sein (Beispiele: kurzfristige Planänderungen, Verkehrsstaus, Kapazitätsengpässe, Maschinenschäden, höhere Gewalt, Lieferverzögerungen etc.). Jedes dieser Events gefährdet die Durchführung der jeweils nachfolgenden Prozesse. Durch die zunehmende IT-Durchdringung im SCM (bspw. durch Advanced-Planning-and-Scheduling-Systeme, Tracking-&-Tracing-Systeme, RFID-Infrastrukturen usw.) sind Unternehmen in der Lage, Störungen in der Lieferkette frühzeitig zu erkennen. Hier setzen SCEM-Systeme an: sie untersuchen eingehende Datenströme auf vorab definierte Event-Muster ("Überwachen") und benachrichtigen im Falle kritischer Soll-Ist-Abweichungen die jeweiligen Prozessverantwortlichen ("Melden"). Anschließend kalkulieren sie die Auswirkungen der festgestellten Events auf nachfolgende Prozesse und analysieren, inwieweit Optionen zur Umplanung der Supply Chain Prozesse bestehen, um die negativen Auswirkungen zu reduzieren bzw. zu vermeiden ("Simulieren"). Anschließend unterstützt das SCEM-System die Prozessverantwortlichen bei der Umsetzung der ausgewählten Handlungsalternativen ("Steuern"). Schlussendlich speichert das SCEM-System kontinuierlich relevante Daten und bereitet diese zur mittel- und langfristigen Optimierung der Supply Chain auf, beispielsweise in Form bestimmter Statistiken und Kennzahlen ("Messen"). Unternehmen erzielen mit SCEM folglich Vorteile auf drei Ebenen (siehe dazu auch nebenstehende Grafik):
Zeitgewinn
durch frühzeitige Benachrichtigung über kritische Events.
Höhere Flexibilität
durch Generierung mehrerer Handlungsalternativen durch das System sowie durch frühzeitige Kenntnis der Störung, was in den meisten Fällen mit einem größeren Lösungsraum einhergeht
Kostenersparnis.
durch Arbeitsentlastung der Prozessverantwortliche sowie durch Senkung der Logistikkosten.